# Dżem
Dżem è una band blues rock polacca. Il loro nome deriva da un gioco di parole: dżem - in polacco marmellata - è foneticamente ('Dʐɛm) identico a Jam. Le loro canzoni più note sono "Czerwony jak cegła" ("Rosso come un mattone"), "Whisky", "Wehikuł Czasu" ("La macchina del tempo"), "Sen o Victorii" ("Sogno sulla Victoria") e varie altre.
Furono la banda di back-up per il concerto di Eric Clapton in Gdynia (Polonia) il 14 agosto 2008.
Il leader storico del gruppo, Ryszard Riedel, è morto nel 1994 in seguito ad una grave insufficienza cardiaca, dovuta ad anni di pesanti abusi di droghe, soprattutto eroina. Il periodo seguente, sebbene prolifico, non viene giudicato a livello del precedente. L'album più noto è probabilmente Detox, una fusione di blues, funk, raggae, Led Zeppelin, The Doors.
Alla storia dei Dżem, ed in particolare alla biografia di Riedel, è stato dedicato il film Destined for the Blues / Skazany na bluesa, del regista Jan Kidawa-Blonski, cui hanno partecipato nelle vesti di loro stessi Beno Otreba, Adam Otreba, Pawel Berger, Jerzy Styczynski, Zbigniew Szczerbinski.

## Membri della Band

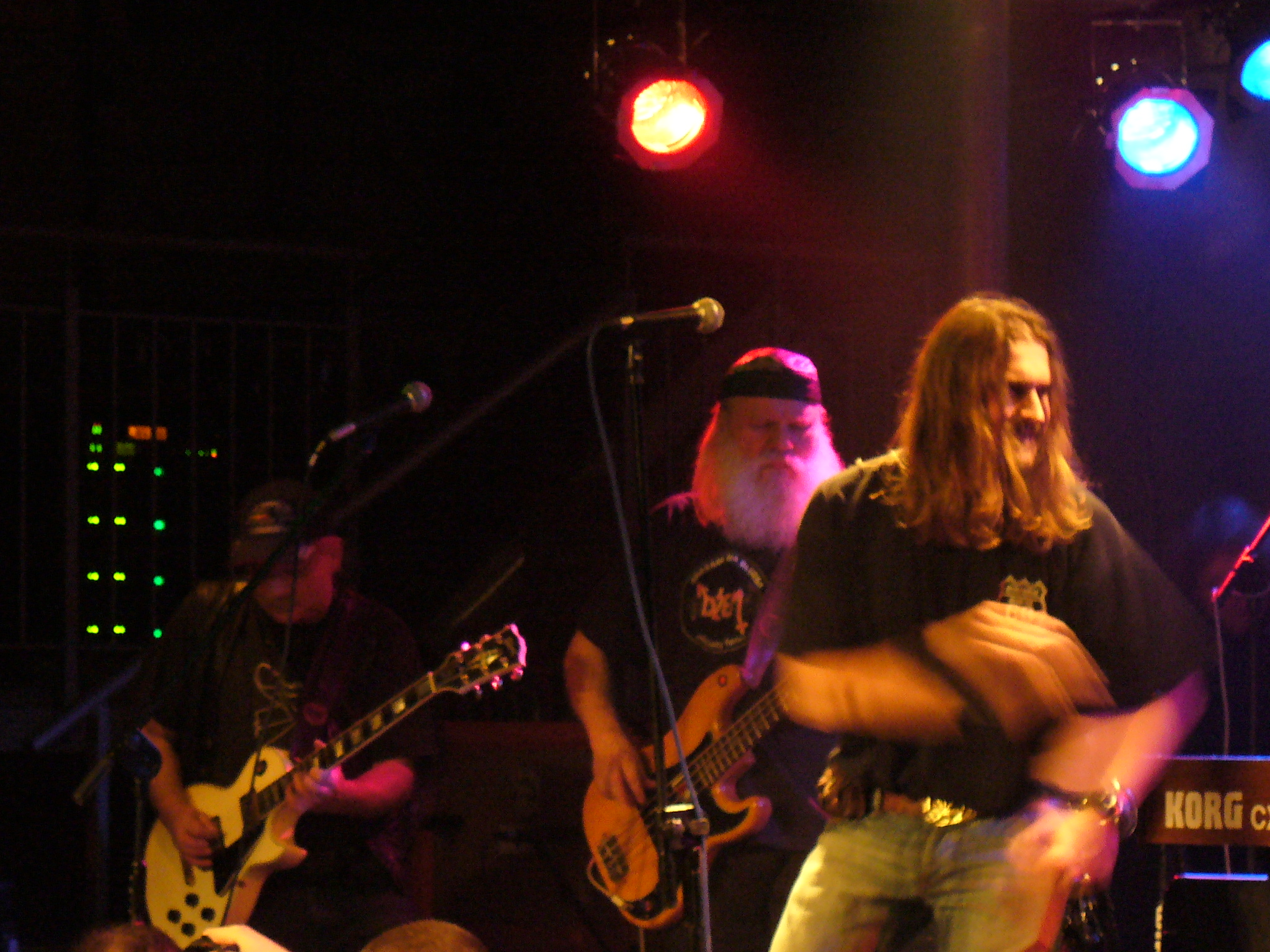
Concerto degli Dżem a Katowice nel 2007; visibili Adam Otręba, Beno Otręba, Maciej Balcar

- Ryszard Riedel – voce, armonica a bocca (1973-1994)
- Paweł Berger – tastiere, organo Hammond, voce (1973-2005)
- Beno Otręba – basso, chitarra, voce  (1973-oggi)
- Adam Otręba – chitarra, voce (1973-oggi)
- Jerzy Styczyński – chitarra (1979-oggi)
- Zbigniew Szczerbiński - batteria (1992-oggi)
- Jacek Dewódzki - voce (1995-2001)
- Maciej Balcar - voce, armonica, tamburello (2001-oggi)
- Janusz Borzucki - tastiere, organo Hammond (2005-oggi)

## Discografia
- Dzień, w którym pękło niebo (Il giorno che il cielo si squarciò) (1985)
- Cegła (Mattone) (1985)
- Absolutely Live (1986)
- Zemsta nietoperzy (La vendetta dei pipistrelli) (1987)
- Tzw. przeboje - całkiem Live (Cosiddetti Greatest Hits, assolutamente live) (1988)
- Urodziny (Compleanno) (1989)
- Najemnik (Mercenario) (1989)
- The Band Plays On... (1989)
- Dżem Session 1 (Jam Session 1) (1990)
- Detox (1991)
- The Singles (1992)
- Wehikuł czasu '92 (Macchina del tempo '92) (1993)
- Ciśnienie (Pressione) (1993)
- 14 urodziny (Quattordicesimo compleanno) (1993)
- Autsajder (Outsider scritto foneticamente) (1993)
- Akustycznie (Acustico) (1994)
- Akustycznie - suplement (1994)
- Kilka zdartych płyt (1995)
- List do R. na 12 głosów (1995)
- Pod wiatr (Controvento') (1997)
- Dżem w operze cz. 1 i 2 (Jam in Opera vol. 1 & 2) (1999)
- Być albo mieć (Essere o avere) (2000)
- Złoty Paw (compilation) (2004)
- Dżem 2004 (2004)
- Przystanek Woodstock 2004 (live) (2005)
- Skazany na Bluesa (OST) (2005)
- Pamięci Pawła Bergera (live) (2007)
- Muza (2010)